# 赫尔辛基日报

《赫尔辛基日报》（芬蘭語：Helsingin Sanomat，缩写为HS，口语中常被称为），或译《赫尔辛基新闻》、《赫尔辛基报》，是芬兰发行量最大的报纸。它是由萨诺玛集团拥有。报纸的出版语言为芬兰语，出版地点在赫尔辛基。全年除几个主要节日之外每日发行。2015年印刷报纸的发行量为267 094，总发行量为324 451。平均读者数量为676 000。